# マリオネット (CHAGE and ASKAの曲)
「マリオネット」は、チャゲ&飛鳥（現：CHAGE and ASKA）の楽曲。自身の8作目のシングルとして、ワーナー・パイオニア（現：ワーナーミュージック・ジャパン）から1983年4月23日に発売された。

## 背景・リリース
前作「北風物語」から、およそ6か月ぶりとなるシングル:376-377。
公式サイトでは、「マリオネット/謎遊戯」の表記となっており、両A面シングル扱いとなっている。

## 収録曲
| #         | タイトル         | 作詞      | 作曲      | 編曲      | 時間 |
| --------- | ---------------- | --------- | --------- | --------- | ---- |
| 1.        | 「マリオネット」 | 飛鳥涼    | 飛鳥涼    | 瀬尾一三  | 3:47 |
| 2.        | 「謎2遊戯」      | 松井五郎  | チャゲ    | 大村雅朗  | 4:12 |
| 合計時間: | 合計時間:        | 合計時間: | 合計時間: | 合計時間: | 7:59 |

## 楽曲解説
1. マリオネット
LP盤には未収録であったが、アルバム『CHAGE&ASUKA IV -21世紀-』がキャニオンレコードからCDが再発売される際にボーナス・トラックとして収録された。
2. 謎2遊戯
チャゲ（現：Chage）は、自分に素直な曲作りを始められたことを公言している[1]:377。
LP盤には未収録であったが、アルバム『CHAGE&ASUKA IV -21世紀-』がキャニオンレコードからCDが再発売される際にボーナス・トラックとして収録された。

## 収録アルバム
- CHAGE&ASUKA IV -21世紀- (#1,#2)
- 1983.9.30 CHAGE&ASUKA LIVE IN YOYOGI STADIUM (#1)※ライブ音源
- SUPER BEST (#1)
- SUPER BEST BOX SINGLE HISTORY 1979-1994 AND Snow Mail (#1)※リミックス・バージョン